# Chiesa di San Martino (Busalla)
La chiesa di San Martino di Tours è un luogo di culto cattolico situato nella frazione di Semino nel comune di Busalla, nella città metropolitana di Genova. La chiesa è sede della parrocchia omonima del vicariato del Genovesato della diocesi di Tortona.

## Storia e descrizione
La parrocchiale venne menzionata per la prima volta nel 1523 anche se la struttura sembrerebbe risalire al 1570. L'edificio fu ampliato nel corso del XIX secolo e decorato il suo interno nel 1919.
Adiacente alla chiesa vi si trova l'oratorio della Beata Vergine citato in un documento del 1576.